# Episodi di Un caso per due (trentatreesima stagione)
La trentatreesima stagione della serie televisiva tedesca Un caso per due, composta da 6 episodi, è andata in onda in Germania sul canale ZDF a partire dal 15 febbraio 2013 al 29 marzo 2013.
In Italia è andata in onda dal 30 agosto 2014 al 21 settembre 2014.
| nº | Titolo originale  | Titolo italiano      | Prima TV Germania | Prima TV Italia   |
| -- | ----------------- | -------------------- | ----------------- | ----------------- |
| 1  | Incognito         | Incognito            | 15 febbraio 2013  | 30 agosto 2014    |
| 2  | Blind Date        | Appuntamento al buio | 22 febbraio 2013  | 7 settembre 2014  |
| 3  | Unterm Lindenbaum | Sole di settembre    | 1º marzo 2013     | 13 settembre 2014 |
| 4  | Adams Sünde       | Colpi informatici    | 8 marzo 2013      | 14 settembre 2014 |
| 5  | Schöner Sterben   | Omicidio nel parco   | 15 marzo 2013     | 20 settembre 2014 |
| 6  | Letzte Worte      | Le ultime parole     | 29 marzo 2013     | 21 settembre 2014 |